# 张锡祚
张永夫（1672年—1724年），又名锡祚，吴县人。
生于康熙十一年（1672年）。早年居南园，徙居木渎下沙塘。早年隨叶燮学诗，與陈思睿有交往，四十六年（1707），与沈德潜、张景松、徐夔等创立城南诗社。与盛锦、黄子云、沈盘合称“灵岩四诗人”。一生贫病，幾至斷炊，采枸杞、野菊充饥，唯有诗文自娱。雍正二年（1724年）穷饿而死，享年五十二，陆稹、盛锦等友人将其安葬在靈巖山香溪北側。张永夫墓至今犹存。著有《啖蔗轩诗》、《锄茅遗稿》。